# Podregija Gradiška
Podregija Gradiška (srp. Субрегија Градишка) je jedna od dviju podregija mezoregije Banje Luke, odnosno u njenu je sastavu.

## Zemljopis
Obuhvaća općine:
- Bosanska Gradiška
- Srbac